# بنك بيمو
بنك بيمو (Banque Bemo sal)، من المصارف المالية اللبنانية، تأسس عام 1994، والاسم هو اختصار للإسم الفرنسي BEMO-Banque Européenne pour le Moyen Orient (بنك أوروبا والشرق الأوسط). يملك البنك 9 فروع في لبنان بالإضافة إلى فرع في قبرص.